# William Perlberg

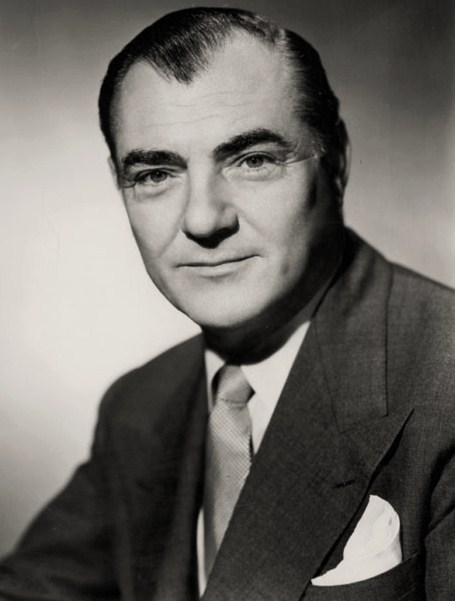

William Perlberg (22 de octubre de 1900, Łódź, Polonia - 31 de octubre de 1968, Los Ángeles, California) fue un productor de cine estadounidense.
William Perlberg nació Wolf Perelberg, hijo de Israel Jakob Perelberg (después: Perlberg), un fabricante de pieles, y Tajbe Markus. Siete meses después de su padre, llegó a los Estados Unidos el 17 de mayo de 1905, con su madre y tres hermanos.
Antes de dar vuelta a la producción de la película en 1935, primero trabajó como comerciante de la piel para su padre, desde finales de los años 20 como agente para Guillermo Morris Endeavour William Morris, más adelante como cazatalentos y ayudante personal de Harry Cohn. Durante su carrera de 30 años, Perlberg produjo muchos éxitos de taquilla para algunos de los mayores estudios de Hollywood. Trabajó en asociación con George Seaton en películas como La canción de Bernadette (1943), The Shocking Miss Pilgrim (1947), Miracle on 34th Street (1947), Chicken Every Sunday (1949) y La angustia de vivir (1954).
Se casó con Josephine Brock a.k.a. Bobbe Brox, cantante con las hermanas Brox, en 1928 y tuvo un hijo, William Brock Perlberg (1933-2009).

## Filmografía destacada
- It's All Yours (1937)

## Premios y reconocimientos
Premios Óscar
| Año  | Categoría      | Película             | Resultado |
| ---- | -------------- | -------------------- | --------- |
| 1955 | Mejor película | La angustia de vivir | Nominado  |